# حرائق لبنان 2019
حرائق لبنان 2019 هي سلسلة من حرائق الغابات ناهزت 100 حريق بحسب الدفاع المدني اللبناني، اندلعت يوم الأحد 13 أكتوبر ليلًا، وانتشرت على مساحات واسعة بغابات لبنان وأتت على مساحات كبيرة من الغابات والمناطق السكنية في كل من منطقة الشوف وإقليم الخروب بيروت. ومن ثم توسعت لاحقا لتشمل مناطق أخرى، فيما أتت النيران على أربعة منازل وأحرقتها بالكامل. وتم توجيه السكان نحو إخلاء منازلهم خوفا من الاختناق وفقدان حياتهم. وأفادت الأخبار بمقتل مدني على الأقل في منطقة الشوف أثناء تطوعه لمساعدة فرق الإطفاء على إخماد حريق. وبلغت كثافة سحب الدخان جراء الحرائق حد تغطية مداخل بيروت والشوف وصيدا.

## أسبابها
وفق التقارير الأولية ذكر خبراء الرصد الجوي أن الحرائق بدأت مساء يوم الأحد 13 أكتوبر، بسبب ارتفاع درجات الحرارة التي بلغت 38 درجة مئوية وهبوب رياح جافة ساعدت في تأجيج النيران في الغابات والمساحات الخضراء. لكن العديد من المسؤولين أفادوا أنه من السابق لأوانه معرفة أسباب الحرائق، وأن ذلك سيخضع للتحقيقات.

## مقاومة الحرائق
جابه الدفاع المدني اللبناني الحرائق طيلة يومين كاملين، غير أن نقص التجهيزات وتوسع الحرائق بشكل كبير أفضى إلى عجزه عن مقاومة الحرائق. ومن جهته أكد رئيس الحكومة اللبنانية سعد الحريري اتصاله مع عدد من الدول لإرسال المساعدة عبر طوافات وطائرات إطفاء الحرائق، واستجابة لهذه النداءات سارعت قبرص لإرسال طائرتين شاركت مع طوافات للجيش اللبناني في عمليات الإخماد، كما شاركت كلا من الأردن وتركيا واليونان بطوافات لإخماد الحرائق. وأفادت تقارير صحفية يوم الثلاثاء 15 أكتوبر أن حدة النيران قد تراجعت في أماكن متفرقة بسبب نزول الأمطار، بعدما دعت المساجد المواطنين لأداء صلاة الاستسقاء.

## المشاركون في الإطفاء
- لبنان
  - قامت عناصر الدفاع المدني اللبناني بمساعدة طائرات من الجيش بمواجهة الحرائق، إلا أن نقص الإمكانات أعاق عملها.[8]
  - شارك النازحون الفلسطينيون والسوريون في إخماد الحرائق، ووضع الدفاع المدني الفلسطيني في المخيمات أطقمه وتجهيزاته تحت تصرف لبنان.[8]
- قبرص
  - أرسلت قبرص طائرتين للمساعدة في إخماد الحرائق.
- الأردن
  - وصلت طائرتان من الأردن للمشاركة في إخماد الحرائق.[10][9]
- تركيا
  - ساعدت تركيا بطائرات للمساعدة في إخماد الحرائق.[11]
- اليونان
  - ساعدت اليونان بطائرات لإخماد الحرائق.[11]

## ردود فعل دولية
- إسرائيل
  - استغلت إسرائيل الحدث وقامت ببناء حائط أسمنتي في منطقة متنازع عليها في الوزاني. وأشار وزير الدفاع اللبناني إلى أنه سيتواصل مع المعنيين لاتخاذ الإجراءات اللازمة من هذا الأمر.[12]
- غانا
  - أخبرت غانا سفير لبنان استعدادها لإرسال شتلات أشجار لإعادة تشجير كل الغابات والأحراش المحروقة.[13]